# Cirripectes perustus
Cirripectes perustus är en fiskart som beskrevs av Smith, 1959. Cirripectes perustus ingår i släktet Cirripectes och familjen Blenniidae. Inga underarter finns listade i Catalogue of Life.